# Freedom Fighters
Freedom Fighters (originalmente titulado Freedom: The Battle For Liberty Island) es un videojuego de disparos en tercera persona de 2003 para PlayStation 2, GameCube, Xbox y Windows. Fue desarrollado por IO Interactive y publicado por Electronic Arts.
El juego se ambienta en una historia alternativa donde la Unión Soviética ha invadido y ocupado la ciudad de Nueva York. El jugador asume el papel de Christopher Stone, un fontanero convertido en líder del movimiento de resistencia, que lucha contra los invasores.
La versión para Windows del juego fue relanzada digitalmente el 21 de septiembre de 2020 por IO Interactive en Steam, GOG.com y Epic Games Store. Incluido en la compra del relanzamiento está la banda sonora oficial completa de Freedom Fighters junto con 2 pistas adicionales que nunca se incluyeron en el juego.

## Argumento
En un historia alternativa, la Unión Soviética finaliza la Segunda Guerra Mundial dejando caer la primera bomba atómica sobre Berlín, redefiniendo la historia. Como resultado de ello, la Unión Soviética nunca se disolvió. Utilizó su nueva influencia para ampliar el Telón de Acero a través de toda Europa y la mayor parte del Medio Oriente. Luego los soviéticos envían "asesores militares" a todo el Tercer mundo, teniendo éxito en la colocación de misiles nucleares de medio-alcance en Cuba, lo que estableció la etapa de la invasión de los Estados Unidos.
En octubre del año 2003, los fontaneros y hermanos Christopher y Troy Stone están trabajando en el apartamento de Isabela Angelina, la líder del grupo antisoviético "Advertencia contra los rojos", cuando repentinamente helicópteros aparecen volando por las calles y disparando a los edificios. El apartamento se llena de soldados soviéticos. Troy es tomado prisionero por los soviéticos por equivocación consideradolo novio de Isabela, sin embargo, los soldados no logran encontrar a Chris. Éste es rápidamente reclutado por el Sr. Jones, a quien rescata de las manos de un oficial soviético. Mr. Jones lo lleva, junto con un locuaz hombre llamado Phil Bagzton, a un escondite en el cavernoso sistema de alcantarillado por debajo de las calles de la ciudad.
Volviendo a la superficie, Nueva York ha caído ante la invasión soviética. Presentadores de televisión y otros indeseables son enviados a Alaska para la "reeducación".
Tatiana Kempinsky, reportera soviética de propagandas, reemplaza el telediario con las emisiones de la Soviet Armed Forces Network (SAFN), canal de noticias soviético. En Nueva York comisarías de policía, instalaciones de puertos, escuelas y otros edificios del gobierno son convertidos en bases de expedientes para las fuerzas soviéticas.

### Personajes
- Christopher Stone alias "El Fantasma de la Libertad" - Colíder de la Resistencia de Manhattan

Nacido y criado en Brooklyn, Chris no es más que un trabajador neoyorquino. Con treinta y dos, la mayor influencia de Chris en la vida es aún su familia. Su papá es un irlandés, un trabajador jubilado de rescate que salvó la vida con calma durante años. Su madre es una maestra de escuela nativa. Su padre le enseñó la antigua India a los medios de Chris y su hermano Troy. La apariencia de Chris cambia con el progreso en el juego, pasa de tener un peinado con el pelo corto a uno largo y despeinado, con su ropa significativamente rota. Esto denota el concepto de ser "quemadas" por los constantes combates.
- Isabella Angelina - Líder de la Resistencia de Manhattan

Nacida en los EE. UU., mientras que Isabella viajó extensamente para estudiar etnografía y completar su tesis sobre el pueblo esquimal. Sus estudios la llevaron a través de Canadá y Groenlandia, hasta la Unión Soviética en el Ártico. Sus experiencias allí la convirtieron en un activista política en contra de la agresión soviética en todo el mundo. Isabella es una rápida aprendiz y sobreviviente para adaptarse a nuevas condiciones.
- Vasilij Tatarin - General soviético

Nacido en Uzbekistán proviene de una familia militar y es el líder del Ejército Rojo que ataca y ocupa Nueva York. Es el primer antagonista del juego, responsable de la captura de Troy Stone.

## Jugabilidad
Freedom Fighters es un shooter en tercera persona, en el que el jugador viaja por las calles de Nueva York mientras que lucha contra las fuerzas soviéticas. A diferencia de otros shooters en tercera persona, el juego también contiene la plantilla basada en elementos, teniendo un metro de carisma único. El jugador gana carisma realizando hechos heroicos para el movimiento de resistencia contra las fuerzas invasoras, como captura de bases, destrucción de provisiones vitales, puentes, torres de energía, generadores o el simple hecho de ayudar a los damnificados y heridos que están por el campo de batalla. El carisma que se adquiere aumentara tu nivel de influencia en los demás rebeldes que se irán uniendo en tu creciente escuadrón, al cual puedes comandar a lo largo del campo de batalla (comandos de movimiento, ataque o defensa de área, aparte de la orden de reagrupación)

### Multijugador
El Multijugador gira en torno a conseguir banderas y búnkeres. La bandera que un jugador necesita capturar y defender está generalmente en el centro del mapa. Los búnkeres se reparten por el resto del mapa, y cualquier soldado soviético o luchador por la libertad de América puede aparecer en ellos. Los jugadores pueden conocer los búnkeres a los que pertenecen por la estrella encima de cada uno; un búnker soviético se caracteriza por una estrella roja, mientras que un estadounidense del transporte aéreo y marítimo se caracteriza por una estrella azul. En cada juego, puede haber un máximo de cuatro jugadores, quien puede escoger entre los bandos soviéticos o estadounidenses. Los jugadores soviéticos tienen el típico armamento soviético encontrado en el modo un jugador del juego: AK-103, granadas RGO, y PP-19 Bizon. Los jugadores estadounidenses reciben una Franchi, SPAS-12, un revólver, Beretta M9, Cocteles de Molotov, etc. Los jugadores pueden cambiar las armas sobre la marcha en el campo de batalla. En cada mapa, hay varias áreas en las que las armas y municiones se almacenan. Cada búnker tiene también un botiquín médico y un cartucho de munición, de modo que cada búnker es de vital importancia. Cada jugador tiene también su medidor de carisma establecido a ocho, de modo que cada jugador puede tener un máximo de 8 soldados bajo su mando; sin embargo, si se trata de una batalla de cuatro, cada jugador puede controlar un máximo de cuatro soldados. En la mayoría de los mapas, tener el control de tres de los cuatro búnkeres ofrece grandes ventajas, pero esto deja el jugador que posea el último búnker de una amplia gama de opciones tácticas. El jugador que posee los tres búnkeres tendrá más dificultades para defender los búnkeres ya que algunos tendrán más o menos soldados de defensa, mientras que la posesión de un búnker garantizará muchos soldados que custodiaban un búnker. Si el jugador en la defensiva asigna tres de sus hombres para defender su último búnker y, entonces ataca uno de los búnkeres del jugador que avanza, la partida puede dar vuelta muy rápidamente. Los jugadores pueden seleccionar un mapa para combatir en: Greenwich Village, donde hay cuatro bodegas que rodean el pabellón; Brooklyn Rooftops, con cuatro bodegas adyacentes con la bandera entre los otros dos búnkeres en un edificio, y Fort Jay, una escena nocturna con cuatro búnkeres en el borde del mapa con la bandera en el medio.

## Música
La banda sonora de Freedom Fighters fue lanzada por Nano Music en 2003 y está compuesta, producida y realizada por Jesper Kyd.

## Secuela
El 6 de abril de 2004 Eidos UK reveló esquemas para la secuela. Eidos anunció que distribuirá la secuela en el primer semestre de su ejercicio, 2006, lo que significaría la última parte del 2005. Sin embargo IO Interactive ha anunciado el desarrollo de una nueva propiedad intelectual, Kane & Lynch: Dead Men, poniendo el futuro de una secuela para Freedom Fighters en duda. A finales de 2007 un representante de IO dijo en una entrevista acerca de Kane & Lynch: Dead Men que una secuela para Freedom Fighters todavía estaba en la lista "para hacer" de la compañía.
El sitio web de Gamespot pone el juego como "Working Title" (título provisional) para la versión de Xbox y PC.